# Tom Williams
Thomas Andrew "Tom" Williams (sinh ngày 08 tháng 7 năm 1980) là một cầu thủ bóng đá chuyên nghiệp người Anh, người đang chơi cho câu lạc bộ Kettering Town. Williams chơi ở vị trí hậu vệ nhưng anh cũng có thể đôn lên để chơi ở vị trí tiền vệ trung tâm. Anh sinh ra tại Carshalton, Luân Đôn, nước Anh. Anh bắt đầu sự nghiệp với đội trẻ của câu lạc bộ West Ham United.
Nhìn chung, trong thế giới bóng đá, Tom Williams chưa thật sự được nhiều người biết đến bởi chuyên môn. Bởi quả thực, trước đó anh chỉ là một cầu thủ hạng xoàng đang thuộc biên chế của câu lạc bộ Bristol City. Tuy không thật có tài chơi bóng nhưng bạn gái của anh - Nicola McLean, người mẫu xinh đẹp và nỏng bỏng bậc nhất xứ sương mù lại khiến nhiều ngôi sao hàng đầu thế giới phải ghen tị.